# Inger Sandberg

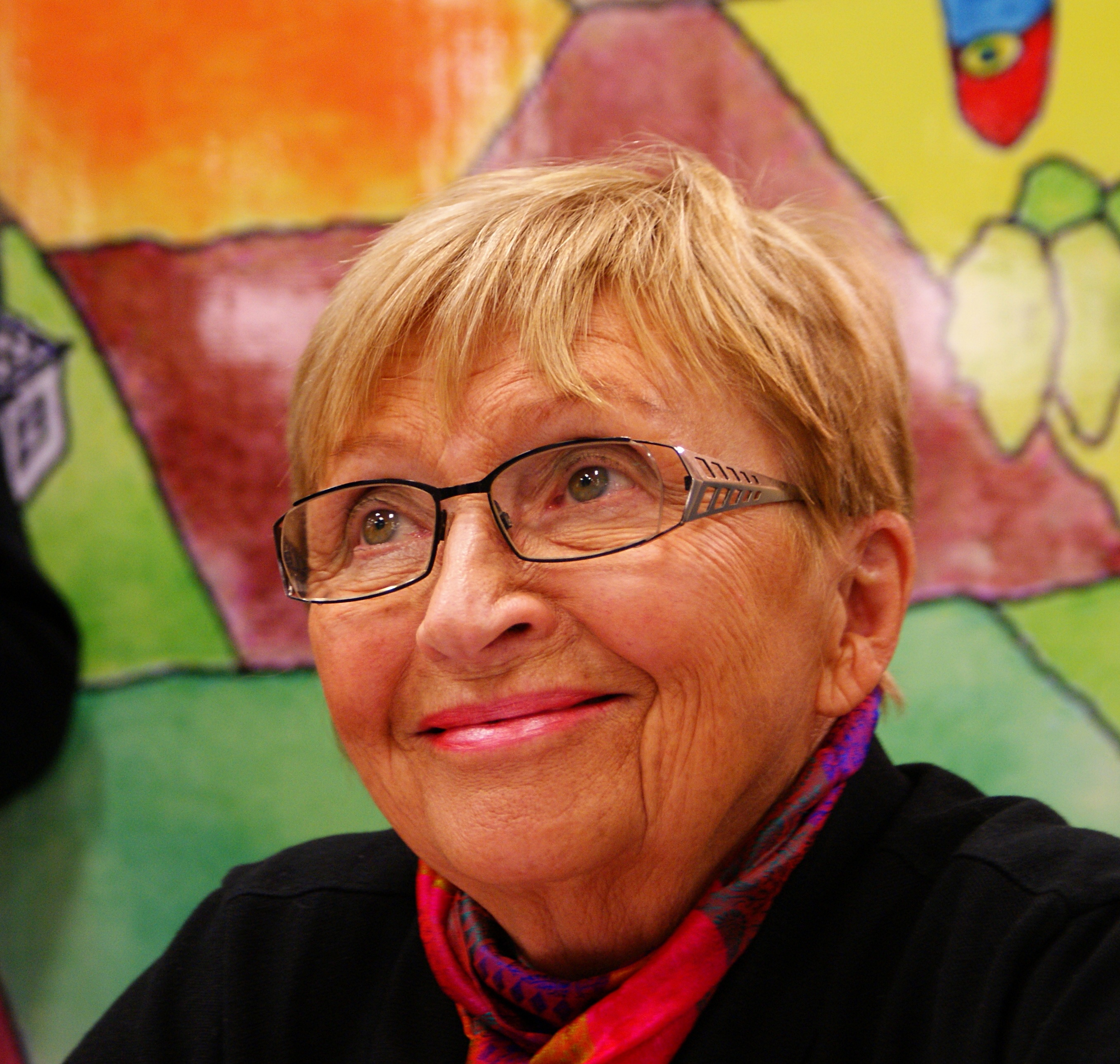
Inger Sandberg (2010)

Karin Inger Sandberg, geborene Eriksson  (* 2. August 1930 in Karlstad; † 16. Mai 2023 ebenda) war eine schwedische Schriftstellerin und Illustratorin.
Inger Sandberg wurde bekannt für ihre Bücher über Susi (schwedisch: Lilla Anna) und über das kleine Gespenst Laban. Die in etwa 30 Sprachen übersetzten Bücher wurden von ihrem Ehemann Lasse Sandberg illustriert. Mit ihm arbeitete sie über 50 Jahre zusammen. Bevor sie hauptberuflich Kinderbuchautorin wurde, war sie sechs Jahre lang als Grundschullehrerin tätig.

## Leben
Inger Sandberg wuchs in Karlstad auf. Dort lebte sie mit ihrem Vater, dem Agronomen Johan Eriksson und ihrer Mutter Hanna Carlstet. 1950 heiratete sie den Karikaturisten und Illustrator Lasse Sandberg. Das Ehepaar lebte ein Jahr auf dem Land und zog danach nach Strängnäs. Dort ließ sich Sandberg zur Grundschullehrerin ausbilden. 1952 brachte Sandberg eine Tochter zur Welt, Lena. Da sie das Studium nicht abbrechen wollte, blieb ihr Ehemann zu Hause. Er nahm für kurze Zeit an den Abendkursen der Kunstschule zum Thema Zeichnen teil. Auf Initiative ihres Mannes begann Inger Sandberg Kurzgeschichten zu schreiben, die Lasse Sandberg illustrierte. Im folgenden Jahr erschien das erste gemeinsame Buch des Paares Fåret Ullrik får medalj. 1955 bekam das Paar sein zweites Kind, Niklas. Sandberg schrieb Geschichten über ihre beiden Kinder. So handelte das Buch Lena und ihr Hund Jassi (Lena berättar, 1963) von Lena und das Buch Ein Tier ganz für mich allein (Niklas önskedjur, 1972) von Niklas. Der Durchbruch gelang Inger Sandberg 1964 mit dem ersten Buch über Susi (Lilla Anna), das sie für ihr ungeborenes Kind schrieb. Sanderberg und ihr Mann glaubten, dass das Kind ein Mädchen werden würde und planten es Anna zu nennen. Es war aber ein Junge. Genau wie seine Geschwister kam der jüngere Sohn namens Mathias in mehreren Geschichten vor. Nach dem Erfolg der Susi-Bücher schrieb Inger Sandberg das Buch Laban will nicht geistern (Lilla spöket Laban) über das Gespenst Laban. Es folgten viele weitere Bücher über das Gespenst, von denen allerdings nur zwei ins Deutsche übersetzt wurden. Über das Gespenst wurde 2006 die Zeichentrickserie Laban, das kleine Gespenst gedreht.
Das Ehepaar Sandberg nahm an Anti-Raucher-Kampagnen teil und veröffentlichte drei Bücher zum Thema Raucherentwöhnung. Das erste wurde 1971 unter dem Titel Vad är det som ryker? herausgebracht. In den 1980er Jahren wurde Inger Sandberg Großmutter. Der erste Enkel, genannt Pulvret, war die Hauptfigur mehrerer Geschichten. Die erste heißt Hjälpa till, sa Pulvret und wurde 1983 veröffentlicht. In Deutschland erschienen die Bücher über Pulvret nicht. 1995 war Inger Sandberg Gastautorin in Singapur, Taipeh, Seoul, den USA, Australien und Neuseeland. Von 1995 bis 1999 hatte sie einen Lehrstuhl an der schwedischen Kinderbuchakademie inne. 2008 starb ihr Ehemann.
Inger und Lasse Sandberg haben über hundert Kinderbücher geschrieben. Ihre Bücher wurden in 33 Sprachen übersetzt und sind unter anderem in Japan sehr beliebt. Als Karikaturistin debütierte I. Sandberg 1956 im Herbstsalon des Kunstvereins Värmland mit vier Tuschezeichnungen. Später nahm sie an mehreren Gruppenausstellungen teil.

## Werke (Auswahl)
| Jahr (Schweden) | Schwedischer Originaltitel             | Jahr (Deutschland) | Deutscher Titel                                                          | Deutscher Übersetzer | Anmerkungen                 |
| --------------- | -------------------------------------- | ------------------ | ------------------------------------------------------------------------ | -------------------- | --------------------------- |
| 1953            | Fåret Ullrik får medalj                | –                  | –                                                                        | –                    | zusammen mit Lasse Sandberg |
| 1963            | Lena berättar                          | 1973               | Lena und ihr Hund Jassi                                                  | Anne Busch           | zusammen mit Lasse Sandberg |
| 1964            | Vad Anna fick se                       | 1965               | Was Susi alles sieht                                                     | –                    | zusammen mit Lasse Sandberg |
| 1965            | Lilla Anna och trollerihatten          | 1965               | Susi und der Zauberhut                                                   | –                    | zusammen mit Lasse Sandberg |
| 1965            | Johan                                  | 1968               | Gleich kommt Johan                                                       | Hanna Köster-Ljung   | zusammen mit Lasse Sandberg |
| 1965            | Lilla spöket Laban                     | 1968               | Laban will nicht geistern                                                | Gertrud Rukschcio    | zusammen mit Lasse Sandberg |
| 1965            | Vad lilla Anna sparade på              | 1965               | Susi und das Flugzeug                                                    | –                    | zusammen mit Lasse Sandberg |
| 1966            | Pojken med de hundra bilarna           | 1967               | Ein Junge und hundert Autos                                              | Manfred Hausmann     | zusammen mit Lasse Sandberg |
| 1967            | Niklas önskedjur                       | 1969               | Ein Tier ganz für mich allein                                            | Gertrud Rukschcio    | zusammen mit Lasse Sandberg |
| 1968            | Pojken med de många husen              | 1970               | Der Junge mit den vielen Häusern                                         | Gertrud Rukschcio    | zusammen mit Lasse Sandberg |
| 1969            | Pappa kom ut                           | 1970               | Vati, komm doch!                                                         | Merete Mezger        | zusammen mit Lasse Sandberg |
| 1969            | Johan i 2:an                           | 1974               | Ein Leopardenfell macht noch keinen Tarzan: Johans aufregendes Schuljahr | Ursula Dotzler       | zusammen mit Lasse Sandberg |
| 1970            | Buffalo Bengt och indianerna           | 1971               | Häuptling Schwarze Zehe und seine Indianer                               | Gertrud Rukschcio    | zusammen mit Lasse Sandberg |
| 1971            | Vad är det som ryker                   | 1972               | Rauch nicht, Drache!                                                     | Gertrud Rukschcio    | zusammen mit Lasse Sandberg |
| 1971            | Lilla Anna och långa farbrorn på havet | 1972               | Susi fährt zur See                                                       | Ellen Jacobsen       | zusammen mit Lasse Sandberg |
| 1972            | Fred Strid krymper                     | 1973               | Grosser Mann ganz klein                                                  | –                    | zusammen mit Lasse Sandberg |
| 1972            | Var är lilla Annas hund?               | 1973               | Wo ist Susis Hund?                                                       | Waltraude Callsen    | zusammen mit Lasse Sandberg |
| 1973            | Lilla Anna leker med bollar            | 1973               | Susi hat zwei Bälle                                                      | Ellen Jacobsen       | zusammen mit Lasse Sandberg |
| 1973            | Lilla Anna – kom och hjälp             | 1974               | Susi, Susi, hilf mir bitte!                                              | Ellen Jacobsen       | zusammen mit Lasse Sandberg |
| 1973            | Vi leker öken, fröken                  | 1974               | Wir spielen Wüste                                                        | Ellen Jacobsen       | zusammen mit Lasse Sandberg |
| 1974            | Hej, välkommen till mej                | 1973               | Herzlich willkommen!                                                     | –                    | zusammen mit Lasse Sandberg |
| 1978            | Tummens resa                           | 1981               | Däumchen geht auf Reisen                                                 | Friedl Hofbauer      | zusammen mit Lasse Sandberg |
| 1980            | Glad spökjul                           | 1980               | Fröhliche Gespenster-Weihnacht!                                          | Karl H. Bolay        | zusammen mit Lasse Sandberg |
| 1988            | Pojken, prinsessan och grönt           | 1990               | Die Prinzessin, der Junge und das Grün                                   | Marianne Vittinghoff | zusammen mit Lasse Sandberg |
| 2008            | Lilla Anna och lilla Långa Farbrorn    | –                  | –                                                                        | –                    | zusammen mit Lasse Sandberg |

## Verfilmungen
- 1972: Niklas önskedjur (Fernsehserie)
- 1974: Lilla Anna och Långa Farbrorn (Fernsehserie)
- 2006–2013: Laban, das kleine Gespenst (Lilla spöket Laban, Fernsehserie)
- 2012: Lilla Anna och Långa farbrorn

## Auszeichnungen und Nominierungen (Auswahl)
- 1964 – Boklotteriets stipendiat
- 1969 – Expressens Heffaklump[3]
- 1969 – Litteraturfrämjandets stipendiat
- 1973 – Nils-Holgersson-Plakette
- 1974 – Astrid-Lindgren-Preis
- 1987 – Wettergrens barnbokollon
- 1996 – Årets Värmlänning
- 2003 – Årets värmlandsförfattare
- 2006 – Litteris et Artibus
- 2010 – Astrid Lindgrens Värld-stipendiet
- 2015 – Ehrendoktor der Universität Karlstad